# Deroplia densevestita
Deroplia densevestita là một loài bọ cánh cứng trong họ Cerambycidae.